# 人間!ホットアイ
『人間!ホットアイ』（にんげんホットアイ）は、1987年10月4日から1988年10月2日までテレビ朝日系列局で放送されていたテレビ朝日製作のドキュメンタリー番組である。全日空の一社提供。放送時間は毎週日曜 18:30 - 18:55 （日本標準時）。
各界の人間の飛躍と転換の時を追うドキュメンタリー番組。